# مكتبة ويدنر
مكتبة ويدنر (بالإنجليزية: Widener Library)‏ هي مكتبة تذكارية، تضم حوالي 3.5 مليون كتاب. يكرم عام 1907 خريج كلية هارفارد وجامع الكتب هاري إلكينز ويدنر، وقد بنته والدته إليانور إلكينز ويدنر بعد وفاته في غرق سفينة آر إم إس تيتانيك عام 1912.

## التجديد
تم الانتهاء من تجديد المكتبة الذي استمر لمدة خمس سنوات بقيمة 97 مليون دولار في عام 2004.